# حباك قزم
الحباك القزم (الاسم العلمي: Ploceus luteolus) نوع من الطيور الصغيرة من فصيلة الحباك، متوطن في بنين، بوركينا فاسو، الكاميرون، جمهورية أفريقيا الوسطى، تشاد، جمهورية الكونغو الديمقراطية، ساحل العاج، إريتيريا، إثيوبيا، غامبيا، غانا، غينيا بيساو، كينيا، مالي، موريتانيا، النيجر، نيجيريا، السنغال، جنوب السودان، السودان، تنزانيا، توغو وأوغندا.